# Fort Nassau (Goudkust)

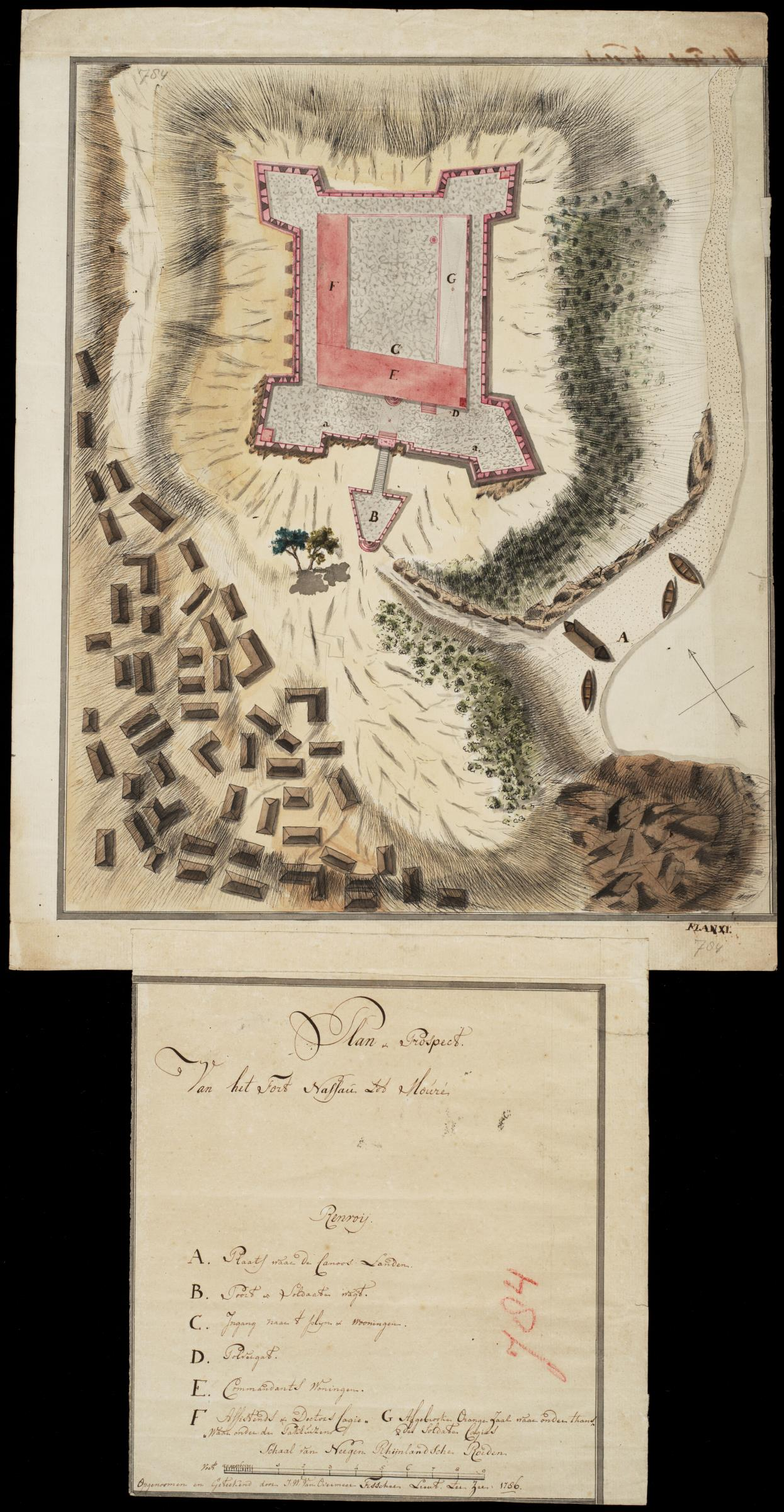
Plattegrond van Fort Nassau te Mouri

Fort Nassau werd tussen 1595 en 1600 gesticht door de Nederlandse handelaren aan de kust van Moure (Mori) om in goud te handelen. Na een aanval door de Portugezen in 1610 viel de handelsvesting in hun handen, zij verbrandden de vesting.
Als reactie op deze aanval bouwden de Nederlanders in 1612 hun 1e fort: “Fort Nassau”. Oorspronkelijk was het een houten burcht die over de heuvel over zee hing. Later werd het herbouwd in 1623-24 en weer in 1633-34. In 1645 hadden de Nederlanders 32 man met een garnizoenscommandant in de vesting gelegerd. Verder waren er een dokter, een kopersmid en 156 slaven in de vesting aanwezig.
De Britten voerden een succesvolle aanval uit op de Nederlandse vesting, een jaar later in 1665 wist de WIC de vesting te heroveren. Een nieuwe aanval van Engeland in 1782 zorgde ervoor dat het fort weer Brits werd. Maar door een Nederlandse aanval werd het fort weer heroverd. Toch kregen de Britten uiteindelijk wat ze wilden: door ziektes moesten de Nederlanders het fort in 1800 verlaten, waarna de Britten het innamen. Tegenwoordig zijn er nog steeds restanten te zien van het voormalige Nederlandse fort.